# Gde smo sad?
Gde smo sad? je dvanaesti studijski album srpske sastava Električni orgazam. Snimljen je u razdoblju 2012.-2018. Na albumu je devet pjesama od kojih su hitovi naslovna pjesma, Bio sam loš, Istok, zapad, sever jug, Bila si kao san i Duga topla noć.
Prema Gilletu, s vremena na vrijeme svi se trebamo zapitati "gdje smo sada", u ovom trenutku, u našim životima, jer previše vremena provodimo u prošlosti ili budućnosti, a rijetko u sadašnjem trenutku.

## Pozadina
Godine 2013. sastav nastupa u Varšavi. Materijal s tog koncerta zove se Warszava '13. Tri godine nakon toga grupa je izdala album pod nazivom Puštaj muziku! za koji je materijal snimljen na koncertu 28. prosinca 2015. povodom 35 godina rada. Ovo je bio prvi album na vinilu nakon 22 godine.
Krajem travnja i početkom svibnja 2018. godine, grupa je krenula na sjevernoameričku turneju.

## O albumu
Iza projekta Gde smo sad stoji vrhunski tim. Produkciju albuma potpisuje Toni Jurij s kojim je grupa surađivala na nekoliko albuma. Uključili su se Blagoje Nedeljković Pače i Zoran Radomirović Švaba. Naslovnicu je osmislila Tanja Mirković, s kojom je sastav prvi put surađivao, dok je za fotografije zaslužna Goranka Matić .

## Vanjske poveznice
Gde smo sad? na Discogsu
| Portal:Glazba | Portal: Glazba |